# Seznam cerkva v Sloveniji (A)
|  | Seznam cerkva: A B C Č D E F G H I J K L M N O P R S Š T U V W Z Ž |

- Za Agnes glej Neža
- Za Albuina glej Ingenuin in Albuin
- Apolinarij nima več cerkve v Sloveniji (benediktinska v Ankaranu je prevzela patrocinij Nikolaja iz Mire)
- Za Areha glej Henrik II. Sveti

## Agata
| Slika                     | Cerkev | Naselje | Župnija             | Škofija |
| ------------------------- | ------ | ------- | ------------------- | ------- |
| Klikni za spremembo slike | Agata  | Dolsko  | Sv. Helena - Dolsko | LJ      |

## Ahacij
| Slika                     | Cerkev | Naselje             | Župnija              | Škofija |
| ------------------------- | ------ | ------------------- | -------------------- | ------- |
| Klikni za spremembo slike | Ahacij | Budanje             | Budanje              | KP      |
| Klikni za spremembo slike | Ahacij | Kališe              | Gozd                 | LJ      |
| Klikni za spremembo slike | Ahacij | Ledinske Krnice     | Ledine               | KP      |
| Klikni za spremembo slike | Ahacij | Mali Ločnik         | Turjak               | LJ      |
| Klikni za spremembo slike | Ahacij | Nemški Rovt         | Bohinjska Bistrica   | LJ      |
| Klikni za spremembo slike | Ahacij | Prilesje pri Plavah | Deskle               | KP      |
| Klikni za spremembo slike | Ahacij | Stopče              | Šentjur pri Celju    | CE      |
| Klikni za spremembo slike | Ahacij | Stranje             | Brestanica           | CE      |
| Klikni za spremembo slike | Ahacij | Straže              | Št. Ilj pod Turjakom | MB      |
| Klikni za spremembo slike | Ahacij | Trebča vas          | Žužemberk            | NM      |

## Alojzij Gonzaga
| Slika                     | Cerkev  | Naselje | Župnija                                                          | Škofija |
| ------------------------- | ------- | ------- | ---------------------------------------------------------------- | ------- |
| Klikni za spremembo slike | Alojzij | Maribor | Hrvaška katoliška misija v Mariboru, Maribor - Sv. Janez Krstnik | MB      |

## Ambrož Milanski
| Slika                     | Cerkev | Naselje             | Župnija               | Škofija |
| ------------------------- | ------ | ------------------- | --------------------- | ------- |
| Klikni za spremembo slike | Ambrož | Ambrož pod Krvavcem | Cerklje na Gorenjskem | LJ      |

## Ana
- Glej tudi: Joahim in Ana

| Slika                     | Cerkev | Naselje                        | Župnija                      | Škofija |
| ------------------------- | ------ | ------------------------------ | ---------------------------- | ------- |
| Klikni za spremembo slike | Ana    | Babna Gora                     | Sv. Štefan pri Žusmu         | CE      |
| Klikni za spremembo slike | Ana    | Bač                            | Knežak                       | KP      |
| Klikni za spremembo slike | Ana    | Bakovci                        | Bakovci                      | MS      |
| Klikni za spremembo slike | Ana    | Batuje                         | Batuje                       | KP      |
| Klikni za spremembo slike | Ana    | Boreča                         | Gornji Petrovci              | MS      |
| Klikni za spremembo slike | Ana    | Brezovica pri Trebelnem        | Trebelno                     | NM      |
| Klikni za spremembo slike | Ana    | Butajnova                      | Šentjošt nad Horjulom        | LJ      |
| Klikni za spremembo slike | Ana    | Cerkno                         | Cerkno                       | KP      |
| Klikni za spremembo slike | Ana    | Dobovec                        | Dobovec                      | LJ      |
| Klikni za spremembo slike | Ana    | Dolenje pri Jelšanah           | Jelšane                      | KP      |
| Klikni za spremembo slike | Ana    | Dolenjske Toplice              | Toplice                      | NM      |
| Klikni za spremembo slike | Ana    | Fram                           | Fram                         | MB      |
| Klikni za spremembo slike | Ana    | Gozd                           | Gozd                         | LJ      |
| Klikni za spremembo slike | Ana    | Grahovo ob Bači                | Most na Soči                 | KP      |
| Klikni za spremembo slike | Ana    | Hrašče                         | Hrenovice                    | KP      |
| Klikni za spremembo slike | Ana    | Javor                          | Javor                        | LJ      |
| Klikni za spremembo slike | Ana    | Jezero                         | Preserje                     | LJ      |
| Klikni za spremembo slike | Ana    | Jezero                         | Trebnje                      | NM      |
| Klikni za spremembo slike | Ana    | Koper                          | Koper - Marijino vnebovzetje | KP      |
| Klikni za spremembo slike | Ana    | Koprivna                       | Koprivna                     | MB      |
| Klikni za spremembo slike | Ana    | Koprivnik                      | Kočevje                      | NM      |
| Klikni za spremembo slike | Ana    | Korenitka                      | Šentlovrenc                  | NM      |
| Klikni za spremembo slike | Ana    | Kožljek                        | Begunje pri Cerknici         | LJ      |
| Klikni za spremembo slike | Ana    | Ledeča vas                     | Šentjernej                   | NM      |
| Klikni za spremembo slike | Ana    | Ledinica                       | Žiri                         | LJ      |
| Klikni za spremembo slike | Ana    | Leskovec pri Krškem            | Leskovec pri Krškem          | NM      |
| Klikni za spremembo slike | Ana    | Leše                           | Prevalje                     | MB      |
| Klikni za spremembo slike | Ana    | Lopaca                         | Prevorje                     | CE      |
| Klikni za spremembo slike | Ana    | Magozd                         | Drežnica                     | KP      |
| Klikni za spremembo slike | Ana    | Morsko                         | Kanal                        | KP      |
| Klikni za spremembo slike | Ana    | Nova Sušica                    | Košana                       | KP      |
| Klikni za spremembo slike | Ana    | Pameče                         | Pameče                       | MB      |
| Klikni za spremembo slike | Ana    | Podgradje                      | Ljutomer                     | MS      |
| Klikni za spremembo slike | Ana    | Podljubelj                     | Tržič                        | LJ      |
| Klikni za spremembo slike | Ana    | Razguri                        | Senožeče                     | KP      |
| Klikni za spremembo slike | Ana    | Sevnica                        | Sevnica                      | CE      |
| Klikni za spremembo slike | Ana    | Slovenske Konjice              | Slovenske Konjice            | MB      |
| Klikni za spremembo slike | Ana    | Spodnje Tinsko                 | Zibika                       | CE      |
| Klikni za spremembo slike | Ana    | Stari Grad                     | Makole                       | MB      |
| Klikni za spremembo slike | Ana    | Sveta Ana pri Ložu             | Stari trg pri Ložu           | LJ      |
| Klikni za spremembo slike | Ana    | Sveta Ana v Slovenskih goricah | Sv. Ana v Slovenskih goricah | MB      |
| Klikni za spremembo slike | Ana    | Šemnik                         | Izlake                       | LJ      |
| Klikni za spremembo slike | Ana    | Škofja Loka                    | Škofja Loka                  | LJ      |
| Klikni za spremembo slike | Ana    | Šmaver                         | Dobrnič                      | NM      |
| Klikni za spremembo slike | Ana    | Tanča Gora                     | Dragatuš                     | NM      |
| Klikni za spremembo slike | Ana    | Tunjice                        | Tunjice                      | LJ      |
| Klikni za spremembo slike | Ana    | Velike Češnjice                | Šentvid pri Stični           | LJ      |
| Klikni za spremembo slike | Ana    | Veliki Vrh                     | Cirkulane                    | MB      |
| Klikni za spremembo slike | Ana    | Vidošiči                       | Metlika                      | NM      |
| Klikni za spremembo slike | Ana    | Višnja Gora                    | Višnja Gora                  | LJ      |
| Klikni za spremembo slike | Ana    | Vrh pri Boštanju               | Boštanj                      | NM      |
| Klikni za spremembo slike | Ana    | Vrhe                           | Teharje                      | CE      |
| Klikni za spremembo slike | Ana    | Zapuže pri Ribnici             | Ribnica                      | LJ      |
| Klikni za spremembo slike | Ana    | Zgornja Jablanica              | Šmartno pri Litiji           | LJ      |
| Klikni za spremembo slike | Ana    | Žažar                          | Podlipa                      | LJ      |

## Anastazija Sirmijska
| Slika                     | Cerkev     | Naselje              | Župnija | Škofija |
| ------------------------- | ---------- | -------------------- | ------- | ------- |
| Klikni za spremembo slike | Anastazija | Brestovica pri Komnu | Komen   | KP      |

## Andrej
| Slika                     | Cerkev          | Naselje              | Župnija                         | Škofija |
| ------------------------- | --------------- | -------------------- | ------------------------------- | ------- |
| Klikni za spremembo slike | Andrej          | Andraž nad Polzelo   | Sv. Andraž nad Polzelo          | CE      |
| Klikni za spremembo slike | Andrej          | Bela Cerkev          | Bela Cerkev                     | NM      |
| Klikni za spremembo slike | Andrej          | Bele Vode            | Bele Vode                       | CE      |
| Klikni za spremembo slike | Andrej          | Bistrica             | Zagorje                         | CE      |
| Klikni za spremembo slike | Andrej          | Bled                 | Bled                            | LJ      |
| Klikni za spremembo slike | Andrej          | Brda                 | Šmartno pri Slovenj Gradcu      | MB      |
| Klikni za spremembo slike | Andrej          | Brest                | Tomišelj                        | LJ      |
| Klikni za spremembo slike | Andrej in Jakob | Črneče               | Črneče                          | MB      |
| Klikni za spremembo slike | Andrej          | Dalce                | Sv. Duh - Veliki Trn            | NM      |
| Klikni za spremembo slike | Andrej          | Dolenje Poljane      | Stari trg pri Ložu              | LJ      |
| Klikni za spremembo slike | Andrej          | Dramlja              | Bizeljsko                       | CE      |
| Klikni za spremembo slike | Andrej          | Drbetinci            | Sv. Andraž v Slovenskih goricah | MB      |
| Klikni za spremembo slike | Andrej          | Goče                 | Goče                            | KP      |
| Klikni za spremembo slike | Andrej          | Gorenje Otave        | Sv. Vid nad Cerknico            | LJ      |
| Klikni za spremembo slike | Andrej          | Goriče               | Goriče                          | LJ      |
| Klikni za spremembo slike | Andrej          | Gorjansko            | Komen                           | KP      |
| Klikni za spremembo slike | Andrej          | Gosteče              | Sora                            | LJ      |
| Klikni za spremembo slike | Andrej          | Hrastov Dol          | Šentvid pri Stični              | LJ      |
| Klikni za spremembo slike | Andrej          | Kočevske Poljane     | Poljane - Dolenjske Toplice     | NM      |
| Klikni za spremembo slike | Andrej          | Koštabona            | Krkavče                         | KP      |
| Klikni za spremembo slike | Andrej          | Ljubljana            | Ljubljana - Kašelj/Zalog        | LJ      |
| Klikni za spremembo slike | Andrej          | Makole               | Makole                          | MB      |
| Klikni za spremembo slike | Andrej          | Mali Orehek          | Stopiče                         | NM      |
| Klikni za spremembo slike | Andrej          | Merče                | Sežana                          | KP      |
| Klikni za spremembo slike | Andrej          | Mošnje               | Mošnje                          | LJ      |
| Klikni za spremembo slike | Andrej          | Olimje               | Olimje                          | CE      |
| Klikni za spremembo slike | Andrej          | Opatje selo          | Opatje selo                     | KP      |
| Klikni za spremembo slike | Andrej          | Plač                 | Svečina                         | MB      |
| Klikni za spremembo slike | Andrej          | Planina nad Horjulom | Šentjošt nad Horjulom           | LJ      |
| Klikni za spremembo slike | Andrej          | Podkoren             | Kranjska Gora                   | LJ      |
| Klikni za spremembo slike | Andrej          | Popetre              | Marezige                        | KP      |
| Klikni za spremembo slike | Andrej          | Prvačina             | Prvačina                        | KP      |
| Klikni za spremembo slike | Andrej          | Ročinj               | Kanal                           | KP      |
| Klikni za spremembo slike | Andrej          | Slovenska vas        | Pivka                           | KP      |
| Klikni za spremembo slike | Andrej          | Sobrače              | Šentvid pri Stični              | LJ      |
| Klikni za spremembo slike | Andrej          | Srednje Gameljne     | Šmartno pod Šmarno goro         | LJ      |
| Klikni za spremembo slike | Andrej          | Stari trg ob Kolpi   | Stari trg ob Kolpi              | NM      |
| Klikni za spremembo slike | Andrej          | Suhi Potok           | Mozelj                          | NM      |
| Klikni za spremembo slike | Andrej          | Sveti Andrej         | Moravče                         | LJ      |
| Klikni za spremembo slike | Andrej          | Sveti Andrej         | Škofja Loka                     | LJ      |
| Klikni za spremembo slike | Andrej          | Svino                | Kobarid                         | KP      |
| Klikni za spremembo slike | Andrej          | Tržič                | Tržič                           | LJ      |
| Klikni za spremembo slike | Andrej          | Vače                 | Vače                            | LJ      |
| Klikni za spremembo slike | Andrej          | Velenje              | Velenje - Sv. Martin            | CE      |
| Klikni za spremembo slike | Andrej          | Veliki Otok          | Postojna                        | KP      |
| Klikni za spremembo slike | Andrej          | Vrhovlje pri Kožbani | Šlovrenc                        | KP      |
| Klikni za spremembo slike | Andrej          | Zakriž               | Cerkno                          | KP      |
| Klikni za spremembo slike | Andrej          | Zgornje Jezersko     | Jezersko                        | LJ      |
| Klikni za spremembo slike | Andrej          | Zgornji Leskovec     | Sv. Andraž v Halozah            | MB      |

## Angeli varuhi
| Slika                     | Cerkev        | Naselje   | Župnija                  | Škofija |
| ------------------------- | ------------- | --------- | ------------------------ | ------- |
| Klikni za spremembo slike | Angeli varuhi | Ljubljana | Ljubljana - Kašelj/Zalog | LJ      |
| Klikni za spremembo slike | Angeli varuhi | Otlica    | Otlica                   | KP      |

## Anton Martin Slomšek
| Slika                     | Cerkev               | Naselje         | Župnija          | Škofija |
| ------------------------- | -------------------- | --------------- | ---------------- | ------- |
| Klikni za spremembo slike | Anton Martin Slomšek | Gornja Bistrica | Črenšovci        | MS      |
| Klikni za spremembo slike | Anton Martin Slomšek | Maribor         | Maribor - Košaki | MB      |
| Klikni za spremembo slike | Anton Martin Slomšek | Zgornja Rečica  | Laško            | CE      |

## Anton Padovanski
| Slika                     | Cerkev           | Naselje                | Župnija              | Škofija |
| ------------------------- | ---------------- | ---------------------- | -------------------- | ------- |
| Klikni za spremembo slike | Anton Padovanski | Ajdovščina             | Šturje               | KP      |
| Klikni za spremembo slike | Anton Padovanski | Branik                 | Branik               | KP      |
| Klikni za spremembo slike | Anton Padovanski | Gabrče                 | Senožeče             | KP      |
| Klikni za spremembo slike | Anton Padovanski | Gornji Kot             | Žužemberk            | NM      |
| Klikni za spremembo slike | Anton Padovanski | Idrija                 | Idrija               | KP      |
| Klikni za spremembo slike | Anton Padovanski | Jelševec               | Trebelno             | NM      |
| Klikni za spremembo slike | Anton Padovanski | Kobarid                | Kobarid              | KP      |
| Klikni za spremembo slike | Anton Padovanski | Kovača vas             | Stari trg ob Kolpi   | NM      |
| Klikni za spremembo slike | Anton Padovanski | Ljubljana              | Ljubljana - Vič      | LJ      |
| Klikni za spremembo slike | Anton Padovanski | Lokve                  | Grgar                | KP      |
| Klikni za spremembo slike | Anton Padovanski | Markovščina            | Hrpelje - Kozina     | KP      |
| Klikni za spremembo slike | Anton Padovanski | Metulje                | Bloke                | LJ      |
| Klikni za spremembo slike | Anton Padovanski | Mihovce                | Cirkovce             | MB      |
| Klikni za spremembo slike | Anton Padovanski | Ostrožno Brdo          | Košana               | KP      |
| Klikni za spremembo slike | Anton Padovanski | Podstenje              | Ilirska Bistrica     | KP      |
| Klikni za spremembo slike | Anton Padovanski | Poljane pri Podgradu   | Hrušica              | KP      |
| Klikni za spremembo slike | Anton Padovanski | Prečna                 | Prečna               | NM      |
| Klikni za spremembo slike | Anton Padovanski | Stara vas              | Postojna             | KP      |
| Klikni za spremembo slike | Anton Padovanski | Sveti Anton na Pohorju | Sv. Anton na Pohorju | MB      |
| Klikni za spremembo slike | Anton Padovanski | Trnovec                | Metlika              | NM      |
| Klikni za spremembo slike | Anton Padovanski | Velika Loka            | Žalna                | LJ      |
| Klikni za spremembo slike | Anton Padovanski | Velika Štanga          | Štanga               | LJ      |
| Klikni za spremembo slike | Anton Padovanski | Zdenska vas            | Dobrepolje - Videm   | LJ      |
| Klikni za spremembo slike | Anton Padovanski | Zilje                  | Preloka              | NM      |

## Anton Puščavnik
- Glej tudi: Kancijan in Anton Puščavnik

| Slika                     | Cerkev          | Naselje                 | Župnija                        | Škofija |
| ------------------------- | --------------- | ----------------------- | ------------------------------ | ------- |
| Klikni za spremembo slike | Anton Puščavnik | Babna Polica            | Stari trg pri Ložu             | LJ      |
| Klikni za spremembo slike | Anton Puščavnik | Bilje                   | Bilje                          | KP      |
| Klikni za spremembo slike | Anton Puščavnik | Brezovica pri Ljubljani | Brezovica                      | LJ      |
| Klikni za spremembo slike | Anton Puščavnik | Bukovje                 | Bizeljsko                      | CE      |
| Klikni za spremembo slike | Anton Puščavnik | Cerkvenjak              | Sv. Anton v Slovenskih goricah | MB      |
| Klikni za spremembo slike | Anton Puščavnik | Čezsoča                 | Bovec                          | KP      |
| Klikni za spremembo slike | Anton Puščavnik | Divača                  | Divača                         | KP      |
| Klikni za spremembo slike | Anton Puščavnik | Dolenje selce           | Dobrnič                        | NM      |
| Klikni za spremembo slike | Anton Puščavnik | Golek                   | Dragatuš                       | NM      |
| Klikni za spremembo slike | Anton Puščavnik | Gorenji Leskovec        | Brestanica                     | CE      |
| Klikni za spremembo slike | Anton Puščavnik | Hrpelje                 | Hrpelje - Kozina               | KP      |
| Klikni za spremembo slike | Anton Puščavnik | Kanalski Vrh            | Kanal                          | KP      |
| Klikni za spremembo slike | Anton Puščavnik | Koritnice               | Knežak                         | KP      |
| Klikni za spremembo slike | Anton Puščavnik | Korte                   | Korte                          | KP      |
| Klikni za spremembo slike | Anton Puščavnik | Krasinec                | Podzemelj                      | NM      |
| Klikni za spremembo slike | Anton Puščavnik | Ljubljana               | Ljubljana - Podutik            | LJ      |
| Klikni za spremembo slike | Anton Puščavnik | Meniška vas             | Toplice                        | NM      |
| Klikni za spremembo slike | Anton Puščavnik | Neverke                 | Košana                         | KP      |
| Klikni za spremembo slike | Anton Puščavnik | Otoče                   | Dobrava                        | LJ      |
| Klikni za spremembo slike | Anton Puščavnik | Podvolovljek            | Luče ob Savinji                | CE      |
| Klikni za spremembo slike | Anton Puščavnik | Ravne na Koroškem       | Ravne na Koroškem              | MB      |
| Klikni za spremembo slike | Anton Puščavnik | Rdeči Kal               | Šentvid pri Stični             | LJ      |
| Klikni za spremembo slike | Anton Puščavnik | Skorno pri Šoštanju     | Šoštanj                        | CE      |
| Klikni za spremembo slike | Anton Puščavnik | Stoperce                | Stoperce                       | MB      |
| Klikni za spremembo slike | Anton Puščavnik | Sveti Anton             | Sv. Anton                      | KP      |
| Klikni za spremembo slike | Anton Puščavnik | Šepulje                 | Tomaj                          | KP      |
| Klikni za spremembo slike | Anton Puščavnik | Škrbina                 | Komen                          | KP      |
| Klikni za spremembo slike | Anton Puščavnik | Špitalič                | Špitalič                       | LJ      |
| Klikni za spremembo slike | Anton Puščavnik | Verd                    | Vrhnika                        | LJ      |
| Klikni za spremembo slike | Anton Puščavnik | Vitanje                 | Vitanje                        | CE      |
| Klikni za spremembo slike | Anton Puščavnik | Železniki               | Železniki                      | LJ      |
| Klikni za spremembo slike | Anton Puščavnik | Župečja vas             | Sv. Lovrenc na Dravskem polju  | MB      |

## Apolonija
| Slika                     | Cerkev    | Naselje  | Župnija  | Škofija |
| ------------------------- | --------- | -------- | -------- | ------- |
| Klikni za spremembo slike | Apolonija | Bezovica | Predloka | KP      |

## Avguštin iz Hipona
| Slika                     | Cerkev   | Naselje                  | Župnija                | Škofija |
| ------------------------- | -------- | ------------------------ | ---------------------- | ------- |
| Klikni za spremembo slike | Avguštin | Orehovlje                | Miren                  | KP      |
| Klikni za spremembo slike | Avguštin | Pri Cerkvi - Struge      | Struge                 | LJ      |
| Klikni za spremembo slike | Avguštin | Sveti Duh na Ostrem vrhu | Sv. Duh na Ostrem vrhu | MB      |
| Klikni za spremembo slike | Avguštin | Velika Varnica           | Sv. Andraž v Halozah   | MB      |